# Craigieburn
Craigieburn is een voorstad van Melbourne in de Australische deelstaat Victoria. Bij de telling van 2016 had Craigieburn 50.347 inwoners.